# Villa Dolores
Villa Dolores ist eine Stadt im zentralen Argentinien. Sie liegt im Westen der Provinz Córdoba im Departamento San Javier und hat mitsamt ihren Vororten 29.854 Einwohner (2010, INDEC).

## Lage
Villa Dolores liegt im Valle de Traslasierra, einem sich in Nord-Süd-Richtung erstreckenden Tal in den Sierras de Córdoba, das sich zwischen der Sierra Grande und der Sierra de Pocho befindet. Das Umland ist vom Monte, einem Buschwald, bedeckt. Villa Dolores hat ein semiarides, gemäßigtes Klima mit warmen, relativ feuchten Sommern und sehr milden, fast niederschlagslosen Wintern.

## Geschichte/Politik
2003 machte der Präsidentschaftskandidat Adolfo Rodríguez Saá im Wahlkampf den Vorschlag, die Hauptstadt Argentiniens von Buenos Aires nach Villa Dolores, Villa María oder Río Cuarto zu verlegen. Da Rodríguez Saá die Wahl verlor, wurde das Vorhaben nie umgesetzt.

## Tourismus
Im Umland von Villa Dolores gibt es mehrere touristisch geprägte Orte. Der bekannteste ist Merlo, der aber schon in der Provinz San Luis liegt. Weitere Fremdenverkehrszentren der Region sind San Javier (Ausgangspunkt für die Besteigung des Cerro Champaquí) sowie die weiter nördlich gelegenen Orte Nono und Mina Clavero. Ein Anziehungspunkt ist auch der Stausee Ingeniero Medina Allende, auch als Dique la Viña bekannt.

## Söhne und Töchter der Stadt
- Luis Alberto Ammann (1942–2020), Autor, Journalist und Politiker
- Mercedes Morán (* 1955), Film- und Theaterschauspielerin